# Дайтон (Массачусетс)
Дайтон (англ. Dighton) — місто (англ. town) в США, в окрузі Бристоль штату Массачусетс. Населення — 8101 особа (2020).

## Демографія
Згідно з переписом 2010 року, у місті мешкало 7086 осіб у 2472 домогосподарствах у складі 1895 родин. Було 2591 помешкання
Расовий склад населення:
| - 96,6 % — білих - 0,8 % — чорних або афроамериканців - 0,7 % — азіатів - 0,2 % — корінних американців |

До двох чи більше рас належало 1,4 %. Частка іспаномовних становила 1,5 % від усіх жителів.
За віковим діапазоном населення розподілялося таким чином: 25,6 % — особи молодші 18 років, 61,2 % — особи у віці 18—64 років, 13,2 % — особи у віці 65 років та старші. Медіана віку мешканця становила 40,9 року. На 100 осіб жіночої статі у місті припадало 100,6 чоловіків;  на 100 жінок у віці від 18 років та старших — 96,8 чоловіків також старших 18 років.
Середній дохід на одне домашнє господарство  становив 100 629 доларів США (медіана — 93 017), а середній дохід на одну сім'ю — 111 903 долари (медіана — 101 225). Медіана доходів становила 57 656 доларів для чоловіків та 51 672 долари для жінок. За межею бідності перебувало 3,9 % осіб, у тому числі 3,7 % дітей у віці до 18 років та 5,6 % осіб у віці 65 років та старших.
Цивільне працевлаштоване населення становило 4230 осіб. Основні галузі зайнятості: освіта, охорона здоров'я та соціальна допомога — 26,6 %, роздрібна торгівля — 10,9 %, публічна адміністрація — 9,3 %, науковці, спеціалісти, менеджери — 9,2 %.